# کلاودیو بلئونتس
کلاودیو بلئونتس (رومانیایی: Claudiu Bleonț؛ ‏ تلفظ رومانیایی: [klaˈudju ˈble̯ont͡s]؛ ‏ زادهٔ ۱۷ اوت ۱۹۵۹) بازیگر، سلبریتی و مجری تلویزیون اهل رومانی است.
از فیلم‌هایی که وی در آن نقش داشته‌است، می‌توان به متولد جهنم، یک مرد خوب، ولاد و یک تابستان به‌یادماندنی اشاره کرد.